# Maglarps församling
Maglarps församling var en församling i Lunds stift och i Trelleborgs kommun. Församlingen uppgick 2002 i Hammarlövs församling.

## Administrativ historik
Församlingen har medeltida ursprung. 
Församlingen var till 5 november 1632 i pastorat med Kämpinge församling, före omkring 1560 som annexförsamling, därefter som moderförsamling. Från 5 november 1632 till 1 juli 1867 var den annexförsamling i pastoratet Trelleborg och Maglarp samt från 1 juli 1867 till och med 1961 annexförsamling i pastoratet Trelleborgs (stads)församling och Maglarp som till 1908 även omfattade Trelleborgs landsförsamling. Från 1962 till och med 2001 var församlingen annexförsamling i pastoratet  Hammarlöv, Västra Vemmerlöv, Fuglie, Maglarp, Bodarp, Västra Tommarp och Skegrie. Församlingen uppgick 2002 i Hammarlövs församling.

## Kyrkor
Församlingen har haft två kyrkor.
- Maglarps kyrka var församlingskyrka fram till 1909 och åter från 1971.
- Maglarps nya kyrka var församlingskyrka 1909-1971 och revs 2007.